# Xã Iron Range, Quận Itasca, Minnesota
Xã Iron Range (tiếng Anh: Iron Range Township) là một xã thuộc quận Itasca, tiểu bang Minnesota, Hoa Kỳ. Năm 2010, dân số của xã này là 649 người.